# Lucas Smout
Lucas Smout ou Lucas Smaut, né le 27 février 1671 et mort le 8 avril 1713, est un peintre flamand de scènes côtières et champêtres actif à Anvers.

## Biographie
Les détails sur la vie de Lucas Smout sont rares. Il est né à Anvers comme le plus jeune enfant du peintre et marchand d'art Lucas Smout l'Ancien et Anna Maria Tijssens. Son père avait étudié sous Artus Wolffort et était un peintre de figurines. Son frère Dominicus (ou Domien) devient peintre de genre tandis que deux de ses sœurs épousent des peintres. Sa mère était membre de la célèbre famille d'artistes Tijssens ou Tyssens à Anvers, qui comprenait des artistes tels que Jean-Baptiste Tijssens le Jeune (en). Son père est mort en 1674 et sa mère en 1686. Sa sœur Clara Catharina a continué à exploiter l'entreprise d'art et de matériel de peinture de ses parents. Après avoir découvert le talent artistique de Lucas, elle l'envoya étudier l'art sous la direction d'un maître.
Lucas a été inscrit en 1685-86 dans les registres de la Guilde de Saint-Luc comme élève du peintre de marines Hendrik van Minderhout.
Smout a été actif à Anvers tout au long de sa carrière, mais il a dû visiter la République des Provinces-Unies, car il a peint quelques vues de la plage de Schéveningue,. Smout n'était pas très productif, car il souffrait de la goutte qui affectait ses mains. C'est peut-être aussi la raison pour laquelle il est resté célibataire et a vécu dans la maison de sa sœur aînée, Clara Catharina, qui était mariée au peintre Gonzales Casteels.
Il meurt le 8 avril 1713 dans sa ville natale.

## Œuvres

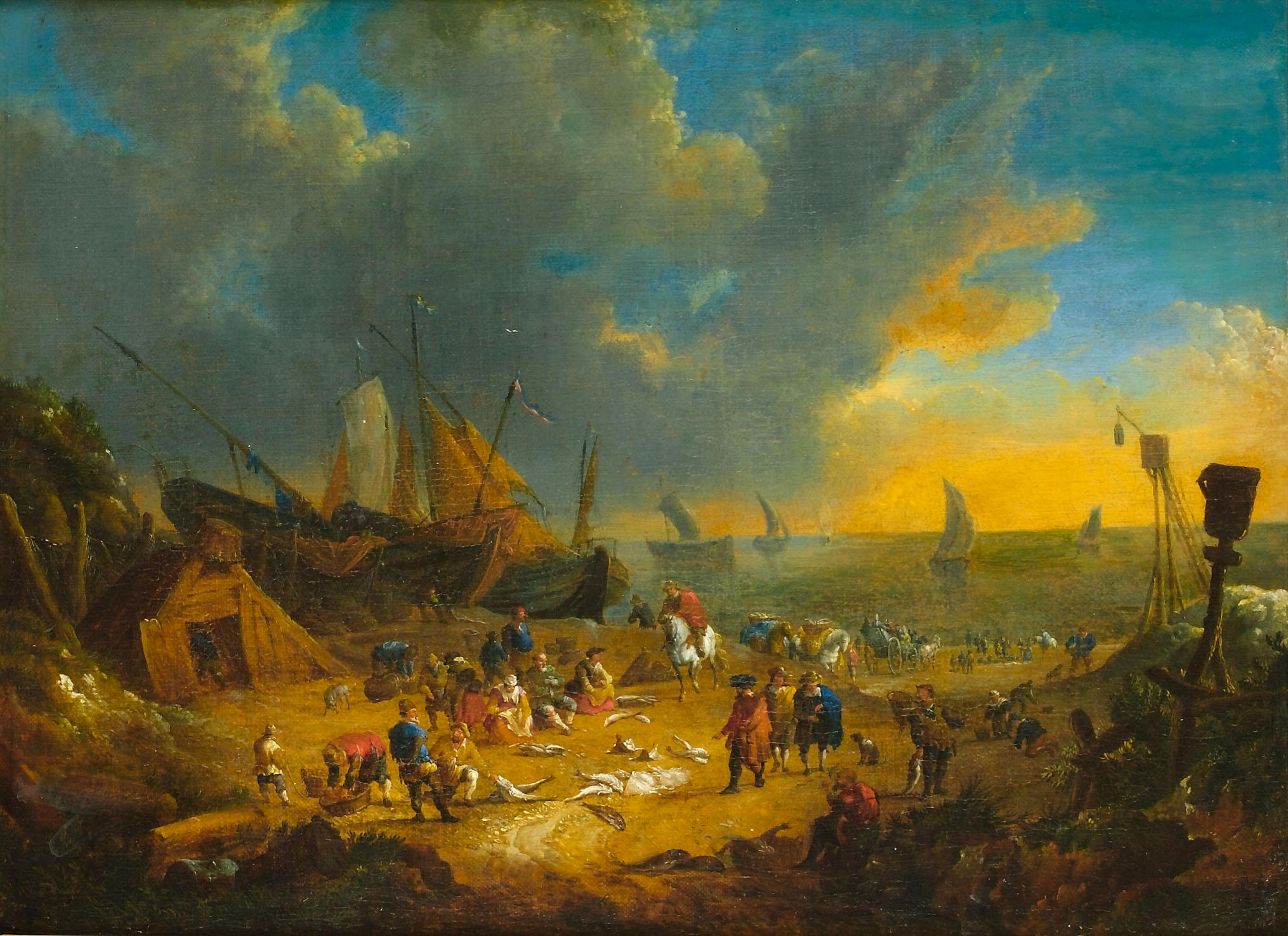
Figures élégantes inspectant les prises de pêche sur une plage avec des barges à voile et des navires au loin

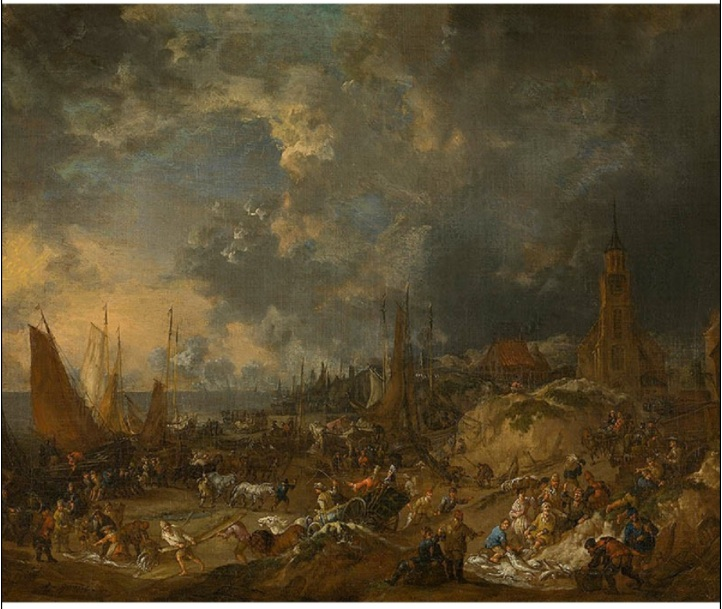
La Plage de Scheveningen

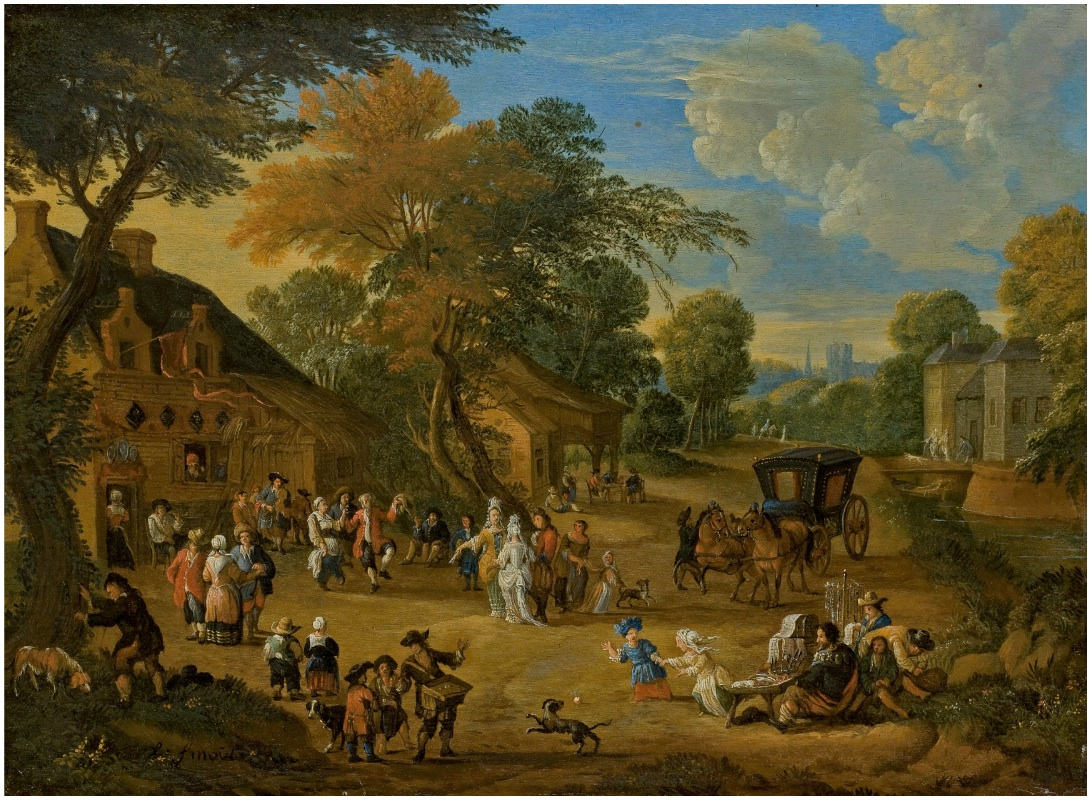
La Place du village

Comme son maître Hendrik van Minderhout, Lucas Smout s'est spécialisé principalement dans les vues marines, peuplées de nombreux navires et personnages.
Seules quelques œuvres de sa main sont connues. Il a peint un certain nombre de scènes côtières représentant diverses activités liées au retour des bateaux de pêche avec leurs prises ou au chargement des navires. Ils comprennent une vue de La Plage de Scheveningen (musée royal des Beaux-Arts d'Anvers). Ce travail est typique des compositions de Smout : il comprend de nombreux groupes de personnes et un large éventail d'activités se déroulant sur la plage, telles que tirer des bateaux de pêche sur la terre, transporter du bois, transporter des soldats portant deux canons, des poissonniers et tout à droite - à côté d'un canon - un dessin d'homme, ce qui est probablement un autoportrait. Smout a collaboré sur une vue de la plage avec Pieter Bout qui a peint le staffage. Cette œuvre, appelée Port et marché au poisson (musée des Beaux-Arts de Quimper), représente peut-être aussi une vue de la plage et du port de Schéveningue, car dans sa composition et ses figures, elle ressemble beaucoup à Vente de poissons sur la plage de Scheveningen de Pieter Bout (ventes aux enchères Van Ham, 11 mai 2012, lot 518).
Smout a peint des scènes de village avec des fêtes comme La Place du village (Christie's, le 19 mars 2010, Paris, lot 75) ou un engagement de cavalerie comme Une escarmouche de cavalerie dans un village (Christie's, 23 mai 2000, à New York, lot 279).